# 이상기 (법조인)
이상기(李相基, 일본식 이름: 佐川相基, 1902년 ~ ?)는 일제강점기와 대한민국의 법조인이다.

## 생애
고등문관시험 사법과에 합격했다. 경성지방법원에서 사법관시보로 근무를 시작하여 1931년에 경성지방법원 판사가 되었으며, 이후 일제 강점기가 끝날 때까지 조선총독부 소속의 판사로 근무했다.
1942년부터는 대구복심법원 판사를 지냈다. 1935년을 기준으로 경성지방법원 판사 가운데 조선인은 김영환, 김세완, 이상기 세 명뿐이었다. 또한, 1938년에 이상기 경성지방법원 판사장으로 임명된 것은 일제 강점기 동안 조선인 최초의 판사장이 배출된 것이었다.
태평양 전쟁이 종전되고 미군정이 시작된 직후에 대법관에 임명되었다. 1945년 11월에는 미군정청 법무국 법정보고위원회장에 임명되어 대한민국의 대법원을 대표하게 되었다. 송진우 암살 사건을 담당하고 미국의 법률 제도를 시찰하는 등 군정기의 사법부에서 활발한 활동을 했다.
그러나 제1공화국 수립 후 1948년에 반민족행위처벌법이 제정되면서 일제 강점기 동안의 판사 경력이 문제가 되었다. 이상기는 대법관 자리에서 물러나면서 자신은 민사 사건을 주로 담당하여 양심적으로 거리낄 것이 없는데다 1942년에 대구복심법원 판사로 발령난 것은 좌천된 것이었다고 주장하면서, 개인적으로는 억울하다는 소감을 피력했다.
그러나 준법정신 준수를 강조하며 반민법 제5조에 따라 대법관 자리에서 물러나고 변호사를 개업했다. 1949년 발생한 김구 암살사건에서 암살범으로 체포된 안두희의 변호를 맡은 바 있다.
2002년 발표된 친일파 708인 명단 중 판사 부문과 2008년 민족문제연구소가 발표한 친일인명사전 수록예정자 명단 중 사법 부문에 모두 포함되었다.

## 참고자료
- 이상기(李相基) - 국사편찬위원회